# St-Feuillien
Saint-Feuillien is een Belgisch abdijbier.
Het bier wordt gebrouwen in Brouwerij Saint-Feuillien te Le Rœulx. Dit bier draagt het label Erkend Belgisch Abdijbier sinds 1999. Saint-Feullien Blond behaalde reeds verscheide prijzen op internationaal niveau. Saint-Feuillien wordt sinds 1955 gebrouwen en de naam verwijst naar de heilige Foillan (Frans: Feuillien) die tot 655 in de abdij van Le Rœulx leefde.

## Varianten
- Blond, goudblond bier met een alcoholpercentage van 7,5%
- Bruin Réserve, bruin bier met een alcoholpercentage van 8,5%
- Tripel, licht amberkleurig bier met een alcoholpercentage van 8,5%
- Cuvée de Noël, diep robijnrood bier met een alcoholpercentage van 9%
- Grand Cru, blond degustatiebier met een alcoholpercentage van 9,5%
- FIVE, licht blond bier met een alcoholpercentage van 5%
- Saison, goudblond bier met een alcoholpercentage van 6,5%
- Quadrupel, donker bier met een alcoholpercentage van 11%

## Prijzen
- Australian International Beer Awards 2011 - Zilveren medaille voor St. Feuillien Blonde in de categorie Belgian and French style Ales[1]
- European Beer Star 2011 - Gouden medaille voor St. Feuillien Grand Cru in de categorie Belgian Style Strong Ale.
- World Beer Awards 2010 - St. Feuillien Blonde uitgeroepen tot World's Best Pale Abbey Ale[2]
- Australian International Beer Awards 2012 - Zilveren medaille voor St. Feuillien Blonde in de categorie Belgian & French Style Ale - Abbey Blonde
- Australian International Beer Awards 2012 - Zilveren medaille voor St. Feuillien Tripel in de categorie Belgian & French Style Ale - Abbey Tripel
- Australian International Beer Awards 2012 - Bronzen medaille voor St. Feuillien Grand Cru in de categorie Belgian & French Style Ale - Abbey Blonde
- St-Feuillien Grand Cru won in 2012 de gouden medaille op de World Beer Awards in de categorie Europe's Best Belgian Style Strong Pale.